# Gefrorene-Wand-Spitzen
Die Gefrorene-Wand-Spitzen sind zwei Gipfel im Tuxer Kamm, einer Bergkette in den Zillertaler Alpen im österreichischen Bundesland Tirol. Der Nordgipfel ist 3288 m ü. A. hoch, der Südgipfel 3270 m. Die Spitzen sind etwa 300 Meter voneinander entfernt. Sie erscheinen von Norden aus gesehen als stumpf kegelförmiger firnbedeckter Dom, von Osten dagegen als abweisende, dunkle Wand. Nach Nordosten und Südwesten senden sie ausgeprägte Grate, die den Kammverlauf markieren. Die Spitzen sind die höchsten Punkte des Sommer-Skigebiets Hintertuxer Gletscher und können seit dem Ende der 1990er Jahre von Hintertux aus lückenlos mit Luftseilbahnen und Liften erreicht werden, was sie zu einem beliebten Ziel für Tagesausflügler macht. Zuerst bestiegen wurde die nördliche Spitze im Jahre 1867 durch einen Dr. Berreitter, die Südspitze bestiegen zuerst am 7. September 1872 die Brüder Max und Richard von Frey aus Salzburg.

## Umgebung
Die Gefrorenen-Wand-Spitzen sind von Gletschern umgeben. Im Westen reicht das ausgedehnte Gefrorene-Wand-Kees bis hinauf zu den Gipfeln, im Südwesten erstreckt sich das Große Riepenkees bis über 3000 Meter, im Nordosten liegt das kleine Friesenbergkees und im Südosten das Kleine Riepenkees. Benachbarte Berge sind im Verlauf des Nordostgrats, getrennt durch die auf 2904 Metern Höhe gelegene Friesenbergscharte, der 3231 Meter hohe Riffler, im Verlauf des Südwestgrats liegt, getrennt durch den breiten Riepensattel der Olperer, mit 3476 Metern der höchste Gipfel des Tuxer Kamms. Nach Nordwesten fällt das Gelände ab zum Tuxer Tal, nach Südosten in den Zamser Grund. Ein bedeutender Ort ist im Norden das etwa 6 Kilometer Luftlinie entfernte Hintertux. Der Finkenberger Ortsteil Ginzling liegt knapp 11 Kilometer in östlicher Richtung.

## Stützpunkte und Routen
Wer die Gefrorenen-Wand-Spitzen alpin, also ohne technische Aufstiegshilfen, besteigen möchte, kann als leichtesten Anstieg den Normalweg vom Spannagelhaus, auf 2531 Metern Höhe gelegen, benutzen. Dieser Weg führt in südlicher Richtung (Wildlahnerscharte) auf das Gefrorene-Wand-Kees mit seinen Skiabfahrten. Dann verläuft die Route über den Nordwestgrat des Nordgipfels mittels leichter Kletterei im Schwierigkeitsgrad UIAA I zum höchsten Punkt, der Südgipfel hingegen erfordert eine mäßig schwierige Kletterei im UIAA-Grad II. Die Gehzeit beträgt laut Literatur 2½ Stunden. Vom Friesenberghaus (2498 m) aus ist eine Begehung von Osten möglich. Hier folgt die Route zunächst dem Berliner Höhenweg bis zu dem Punkt, wo er westlich der Hütte rechtwinklig nach Süden dreht (Höhenpunkt 2600 m). Dann geht es westlich über das Firnfeld des Friesenbergkees hinauf zum Nordostgrat des Nordgipfels in einer Gehzeit von etwa 3 Stunden. 
Von der Bergstation der Hintertuxer Gletscherbahn ist der Nordgipfel in ca. 20 Minuten erreichbar. Der Aufstieg beginnt hierbei direkt in der Bergstation des Sesselliftes Gefrorene Wand (Ausgang mit Hinweisschild Weiterweg auf eigene Gefahr) und führt dann auf dem ausgesetzten Grat technisch unschwierig zunächst recht flach über blockiges Gelände entlang der Stahlseilversicherungen, bis der Gipfel über ein kurzes ebenfalls versichertes Steilstück erreicht wird (Gipfelkreuz). Bei Schnee kann der Aufstieg deutlich anspruchsvoller werden und im Winter ist der Grat häufig überwächtet.

## Galerie

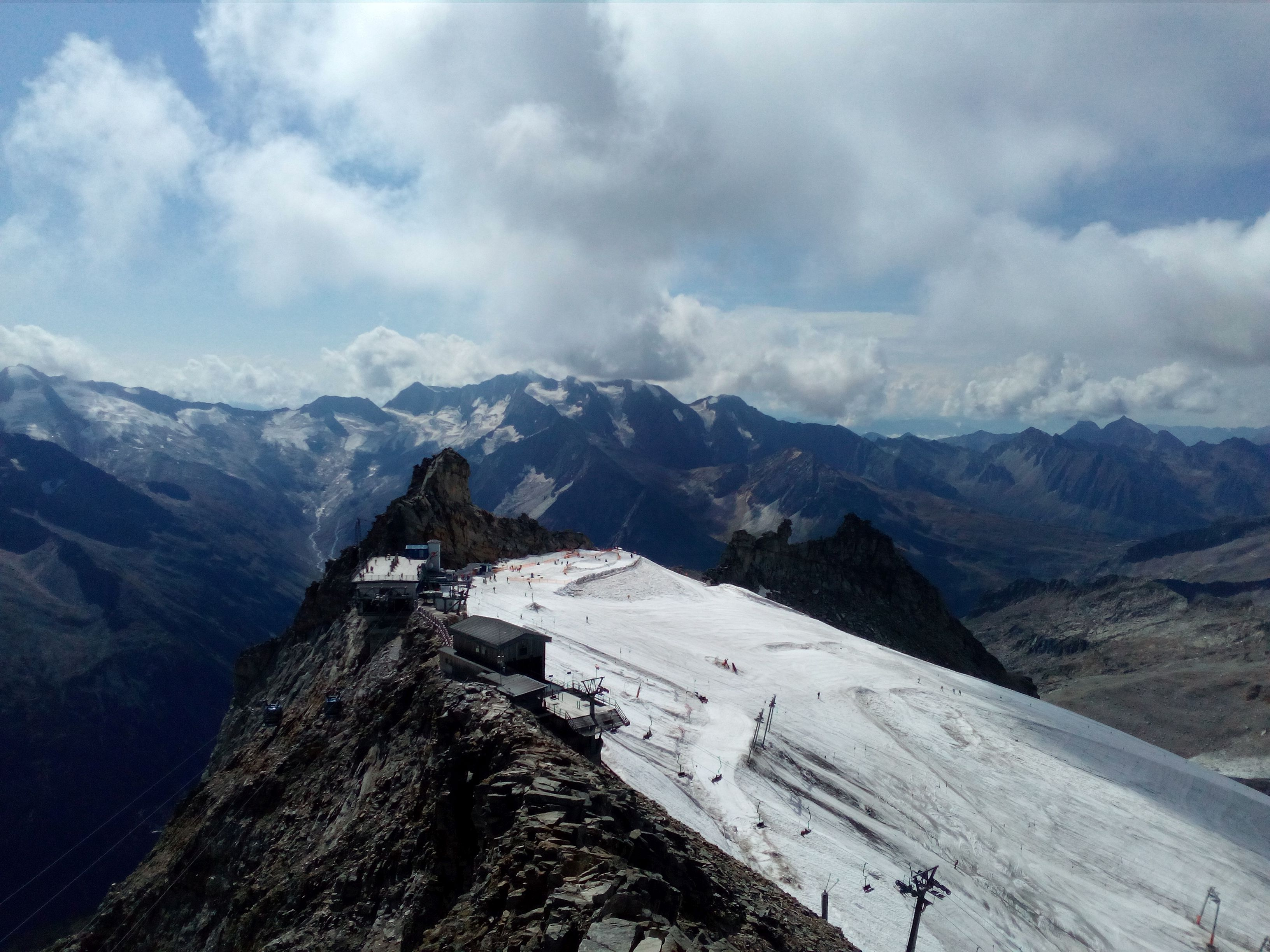
Ausblick vom Nordgipfel nach Süden
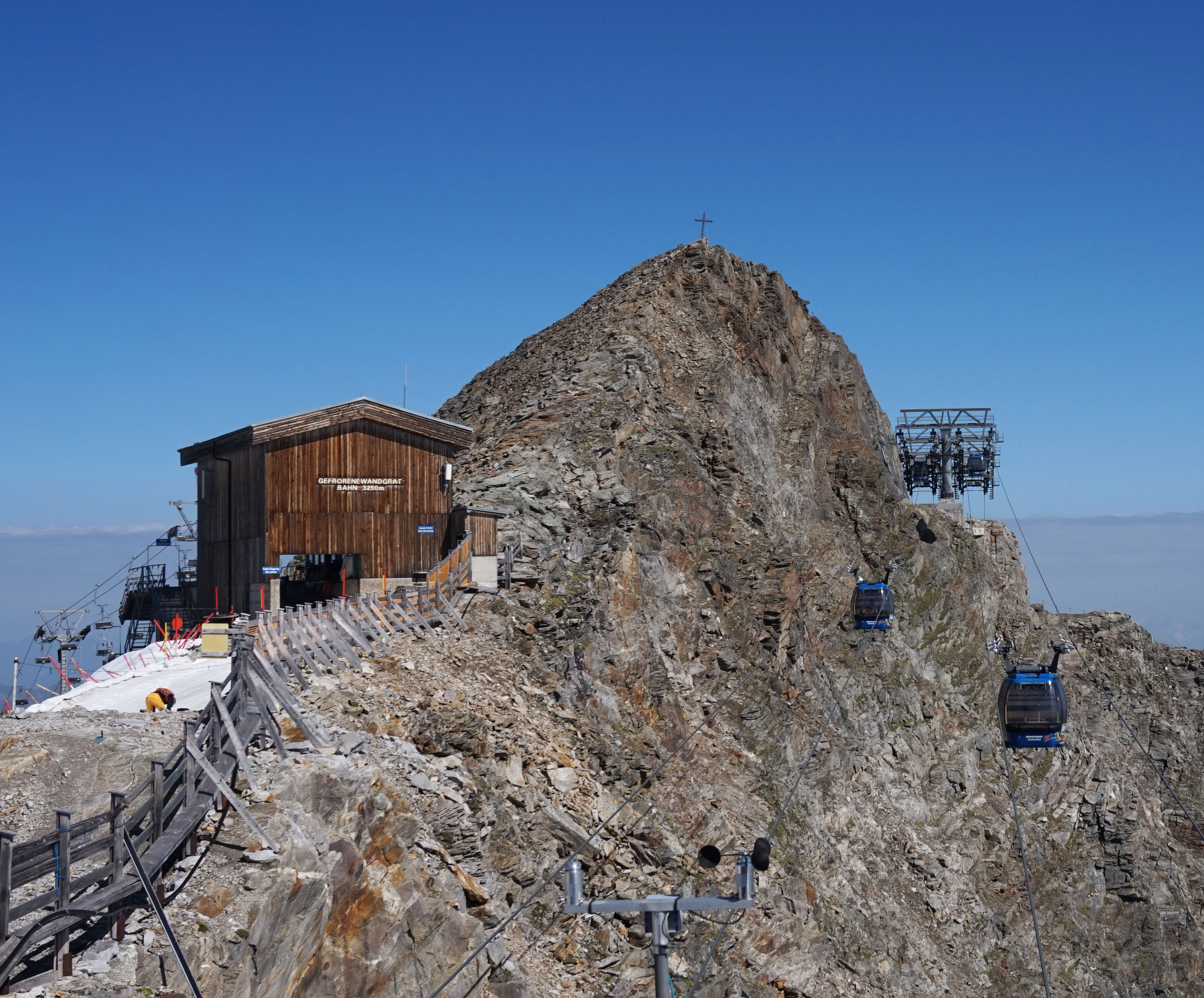
Blick von der Panoramaterrasse zum Nordgipfel und zur Seilbahn Gletscherbus 3
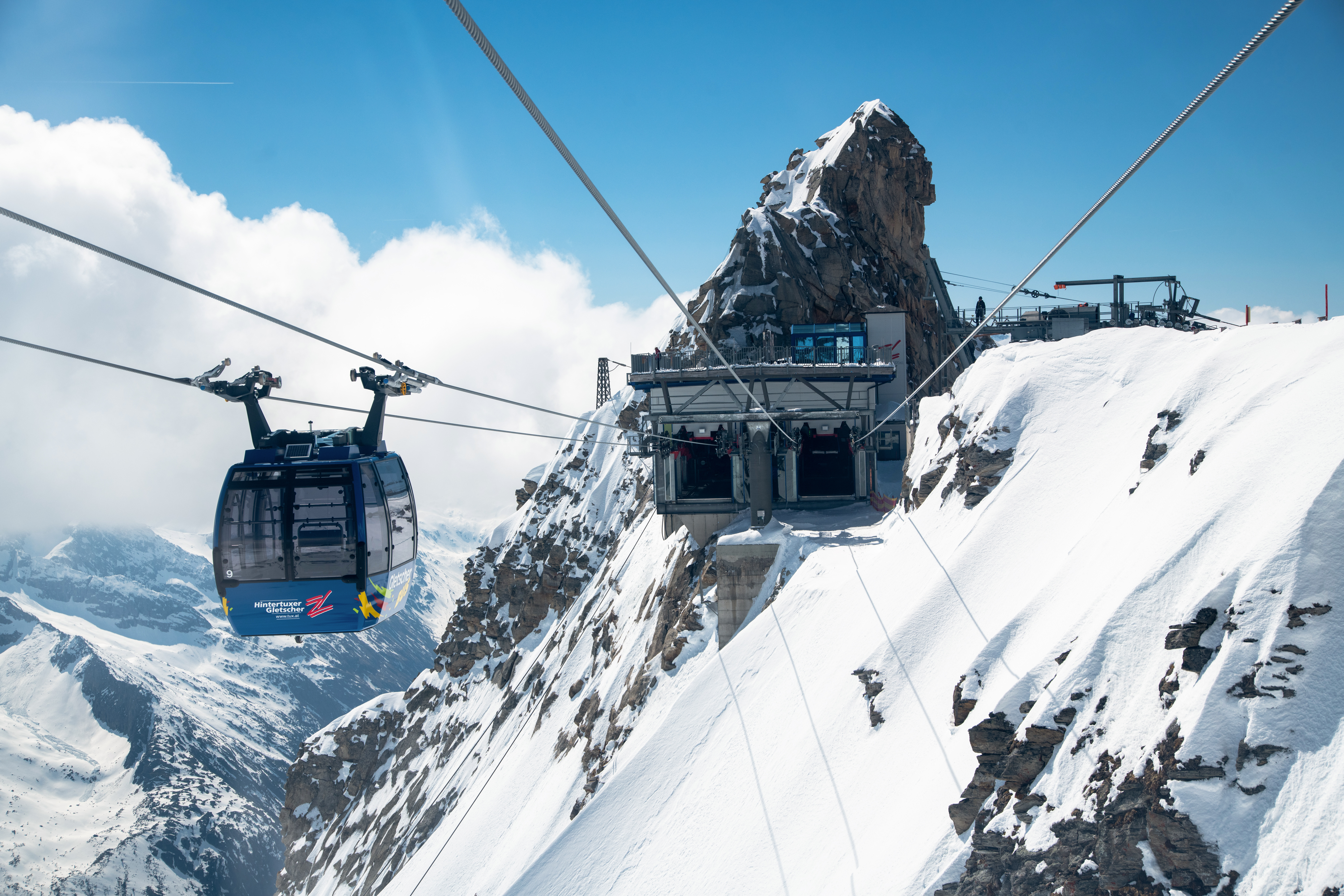
Blick aus einer Gondel der Seilbahn Gletscherbus 3 nach Süden zur Bergstation mit Panoramaterrasse und dem Südgipfel
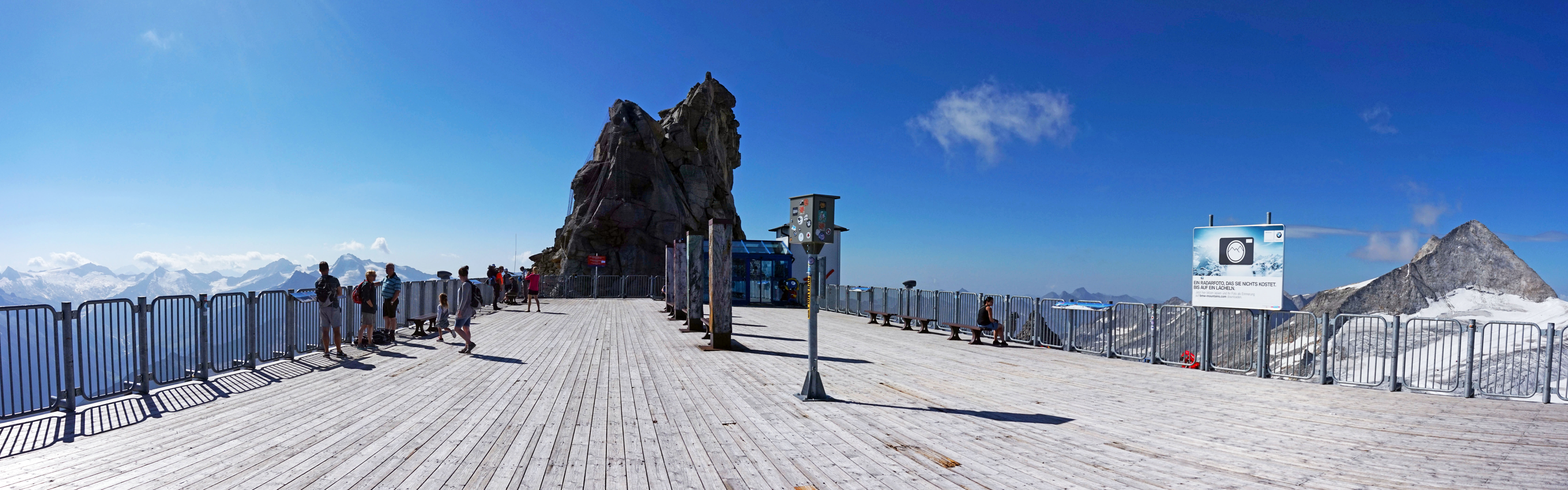
Auf der Panoramaterrasse mit Blick zum Südgipfel, rechts der Olperer
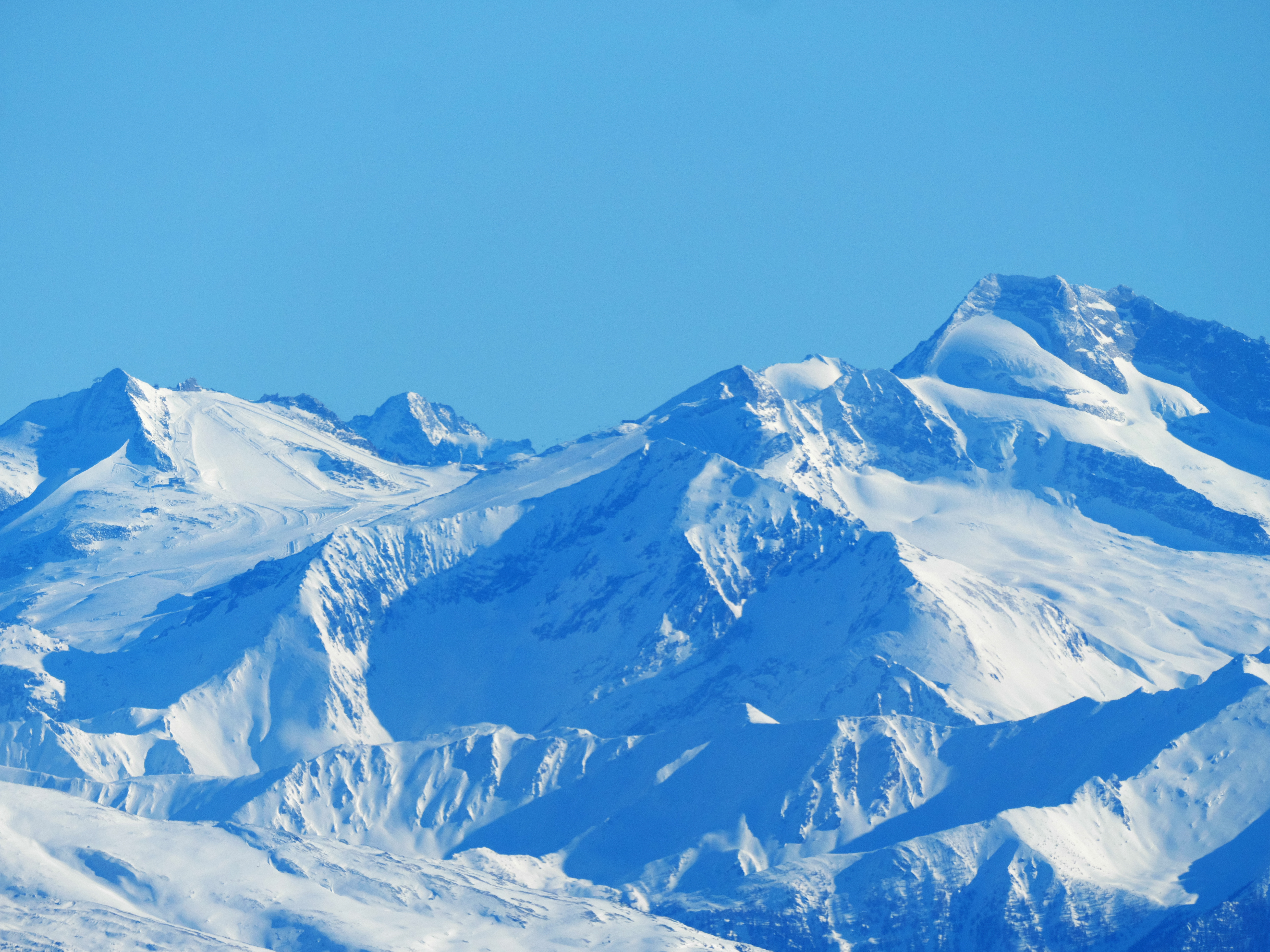
Links die Gefrorene-Wand-Spitzen aus 66 Kilometer Entfernung vom Zugspitzplatt aus gesehen, dahinter der Turnerkamp und rechts der Olperer